# Lucie Svobodová
Lucie Svobodová (* 30. března 1963) je česká výtvarnice působící v Praze. Vizuální umělkyně a průkopnice umění nových médií. Absolvovala pražskou Vysokou školu uměleckoprůmyslovou. Jde o zakládající členku pražského Institutu Intermédií, vyučuje grafickou tvorbu na ČVUT, Fakultě elektrotechnické.
Experimentuje s prostorem, pohybem, okamžikem a zpětnou vazbou ve spojení s výpočetní technikou a moderní technikou obecně. Řadu let se zabývá animací, tvorbou videoklipů a jiných druhů vizuálního umění.

## Život
Po absolvování VŠUP v Praze, obor filmová a televizní grafika se zabývá elektronickými médii. Vytvořila řadu počítačových animací, několik krátkých filmů animovaných pomocí počítače a klasické malby. Dva roky pracovala na virtuální realitě ovládané mozkovými vlnami s tématem duálního vidění světa. S Michalem Gabrielem tvořila virtuální sochu, realizovala interaktivní projekce, dotykové obrazy i 3D prostorové grafiky. Vydala hudební CD s animacemi, kresbami a poezií. Cíleně směřuje od statických obrazů k obrazům prostorovým a pohyblivým, využívá interaktivní prvky k umocnění dojmu. Používá různé druhy elektronických médií, laser, 3D animační softwary, internet, virtuální realitu, umělou inteligenci, digitální záznam obrazu a zvuku a další aplikace, ale také programování a nově vyrobený hardware. Experimentuje s nejrůznějšími možnostmi – se zvukem, slovem, statickým obrazem nebo pohybem, prostorem, zpětnou vazbou, biofeedbackem a nejnovějšími technologiemi k vyjádření svého záměru. Od začátku své tvůrčí činnosti pracuje v obměnách se základním, ale rozsáhlým tématem. Hledá novou formu pro znázornění tradičních mýtů a archetypů. Vytváří novou realitu a objevuje nové vztahy známých věcí a principů. Vystavuje samostatně i skupinově. Publikovala své práce v řadě tiskovin, v katalozích a dalších médiích.

### Studium
- 1977–1981 Střední uměleckoprůmyslová škola, obor malba, prof. Těšínský
- 1982–1988 VŠUP, ateliér Filmová a televizní grafika, prof. Jágr
- 1990 – odborná stáž – 3D animace, Unix a Wavefront, Vancouver, Kanada
- 1993 – odborná stáž – 3D animace, Alias/Wavefront, Essen, Německo
- 1994 – Wavefront Technologies training Course, Dynamation and Kinemation, Gent, Belgie

### Pedagogické aktivity
- 1993–1995 počítačová animace, scénář, rozbor děl, FAMU, Praha
- 1998–2001 vedoucí ateliéru Multimédia, Fakulta výtvarných umění Brno
- 2001–2008 vedoucí Centra digitálních médií, VŠUP Praha
- od 2003 – zakládající členka Institutu Intermédií při FEL ČVUT Praha
- od 2004 – garant předmětu Intermediální tvorba a technologie na ČVUT, FEL
- od 2008 – vyučuje předmět Grafická tvorba na ČVUT, FEL[2]

## Vybraná díla
Vystavuje skupinově i samostatně po celých Čechách a v zahraničí. Publikovala své práce v řadě tiskovin, v katalozích a dalších médiích, jako je TV, rozhlas nebo internet. Zúčastňuje se seminářů, přednášek, panelů, workshopů nebo soutěží (jako člen jury). Jako ohlas na její činnost vyšla řada recenzí, článků, rozhovorů a obsáhlá monografie.

### Obrázky (1989)
Jeden z prvních experimentálních videofilmů, ve kterém došlo k použití počítačové animace v tehdejším Československu. Obsahově minimalistický pohyblivý obraz lze zařadit do oblasti videoartu. Neustávající pohyb včetně chůze animované postavy je kombinovaný s přiznanou estetikou raného videa a prvotních počítačových pixelů.

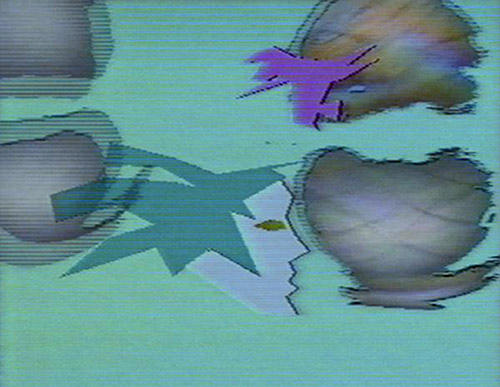
Obrázky

### Moře (1996)
Film byl vytvořen kombinací špičkové animační 3D techniky s klasickou malbou (hudba: David Koller). Nekonečný labyrint, tvořící architektonickou strukturu, se stává místem pro hledání. Během cesty tímto svébytným prostorem se objevují symbolické výjevy, které mají konkrétní význam ve své posloupnosti a v čase. Cílem je najít východisko a dostat se ven za všechny zdi a překážky.
Film reprezentoval Českou republiku na konferenci Siggraph 1996 v New Orleans. Statický obrázek z filmu byl v katalogu Les Editions de la Cité des Sciences et de l´Industrie – Guide du musée Explora v Paříži.

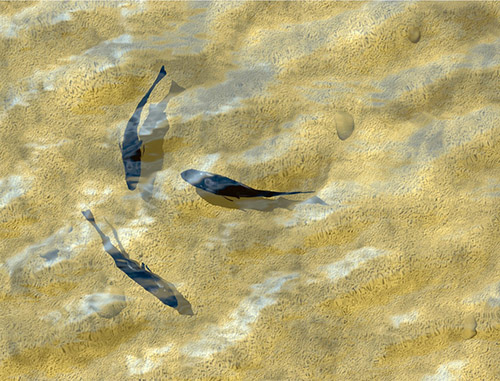
Moře

### Aurobora (1998)
Hudební album (46 min). Základem alba byly básně a deníkové záznamy, které zhudebnil Bradley Stratton. Ve studiu pak celá hudební složka vznikala společně s Dušanem Lippertem. Kromě písní byl součástí i CD-ROM, který obsahoval texty, zvuky, videa a interaktivní hry. Album se umístilo na nejvyšších příčkách ve volbě čtenářů časopisu Rock & Pop – Velká sedma a dále objev, album a skladba roku. Také se umístilo v hitparádách Rádia 1. Hudba: Bradley Stratton, zpěv, texty, hudba: Lucie Svobodová, zvuk: Dušan Lippert, CD-ROM: Ivan Tatíček

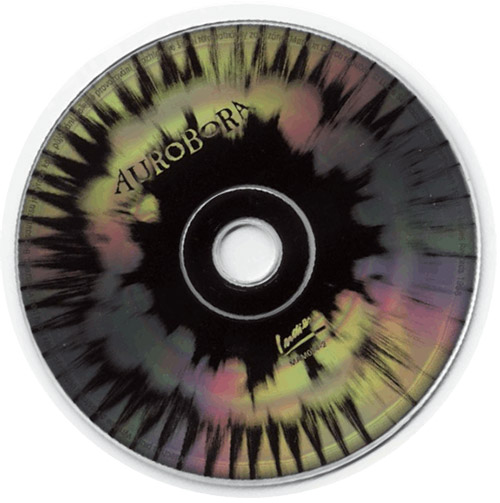
Aurobora

Náladová alternativní elektronická hudba se zajímavým hlasem a texty Svobodové byly příslibem do budoucna, bohužel zůstalo u jediného vydaného CD.
Pavel Mandys

### Radiála (2001)
Soubor velkoformátových digitálních grafik, které vznikaly kombinací kreseb, maleb a algoritmů. Biomorfní tvary a struktury měly podle původního záměru tvořit jeden celek jako velký organismus. Zároveň je ale každá svébytným individuálním výstupem. Některé z těchto grafik jsou ve stálé sbírce grafiky NG v Praze a Galerie hlavního města Prahy.

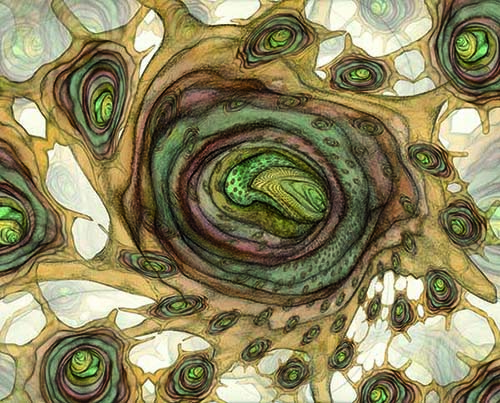
Radiála

### Maxwellova rovnice (2014)

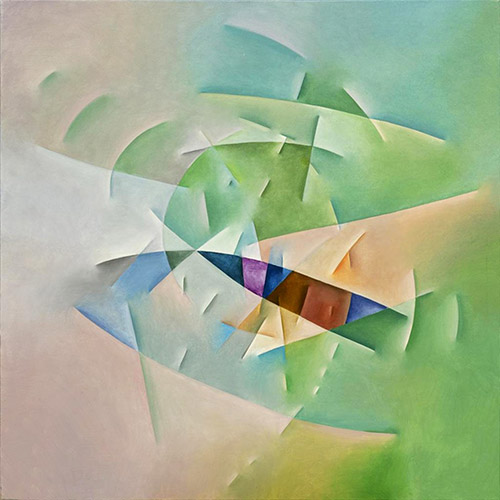
Maxwellova rovnice

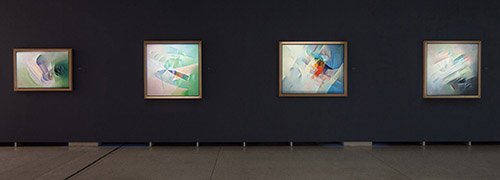
Maxwellova rovnice

„Plátno je virtuální pole a virtuální pole je plátno. Program sám o sobě netvoří – vizualizuje. Program není štětec, ten však do této souhry musí jednou rovněž vstoupit. Výsledky experimentování s technologiemi, jejichž účelem není extenze média, nýbrž jeho transgrese – a to z obou stran: překračují hranice dosud běžné definice umění a stejně tak i hranice hardwarových manuálů.“
Miroslav Petříček

### Nejasný předmět touhy (2014)

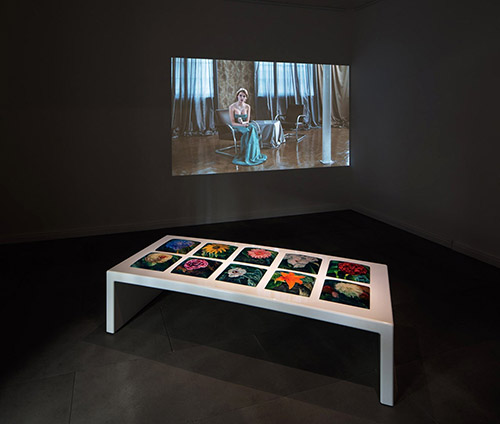
Nejasný předmět touhy

„Nejasný předmět touhy je záměrným plýtváním tvůrčí energie a prostředků, jejíchž efektem nejspíše bude, že ani jeden ze jmenovaných typů diváků / aktérů nebude plně saturován. Teprve v této všeobecné nespokojenosti (ať se to zdá postavené na hlavu) se ovšem naplňuje autorčin cíl přenést recepci touhy a jejího předmětu z jejich konvencionálního ztotožnění s konkrétními reprezentacemi k debatě o hlubším pozadí touhy a jejích stereotypních projekcích.“
Jiří Ptáček

### Socha bohyně Diany – Memento (2016)
Světelná a zvuková plastika Socha bohyně Diany byla inspirovaná původním bronzovým originálem Františka Rouse, který byl odcizen. Socha byla vytvořena ve spolupráci s Petrou Vlachynskou a osazena na stejné místo sto let po instalaci původní sochy. Svítící obrys se stal zhmotnělou vzpomínkou, ale současně instalace zaplnila prázdnotu místa dílem ryze současným a novým. Má připomínat pomíjivost všech věcí i vzpomínek a zároveň možnost jejich návratu v jiné podobě. Ztráta kulturní památky se tak proměnila díky uměleckému počinu v pozitivní situaci a znovu oživila komunitní místo.

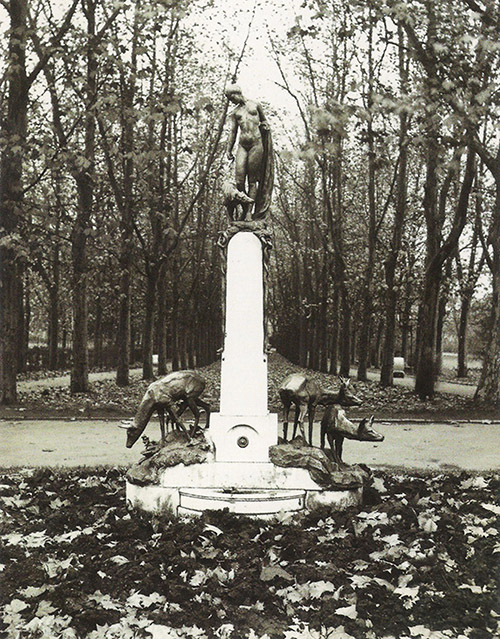
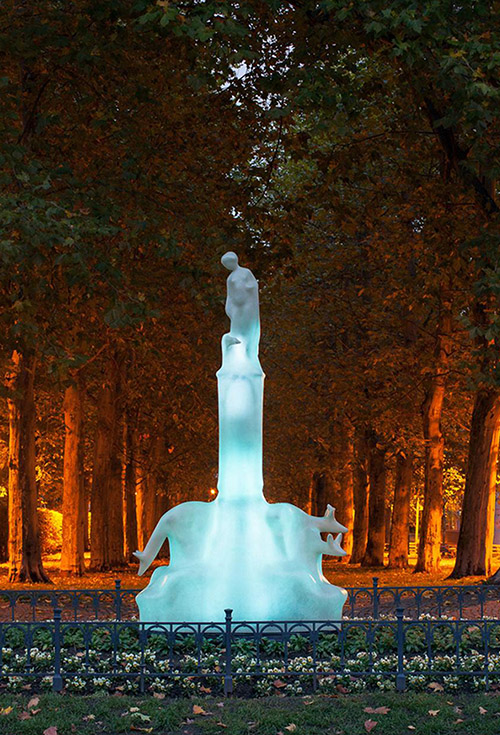

### Vidíš, tedy jsem (2022)
Vidíš, tedy jsem je videoinstalace s tematikou šíření informací a jejich degradace během sdílení. Každý další pokus o předání deformuje původní zprávu až do abstrahované podoby. Videoinstalace byla součástí výstavy Time Lapse v Galerii Kritků.

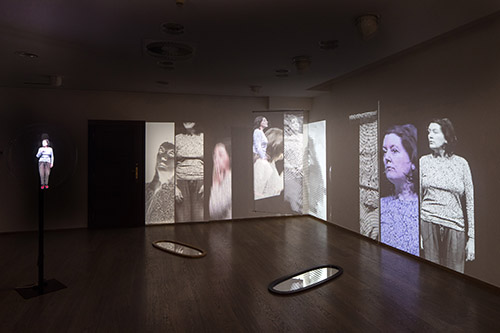
Time Lapse-3N

## Vybrané kolektivní a samostatné výstavy
- 1989 Salon výtvarných umělců, Den Videa, Pražské výstaviště, Praha (katalog)
- 1993 GALERIE RaDOST, Praha (katalog)
- 1994 Galerie Nový Horizont, Praha
 Český obraz elektronický, Mánes, Praha (katalog)
 Český obraz elektronický, Národní technické muzeum, Praha
- 1995 Video de Creation Tcheque Nimes, France
 Orbis Fictus, Valdštejnská jízdárna, Praha (katalog)
 Imagina – Festival International du film de Femmes, Francie
 Meridiens, France
- 1996 Siggraph, U.S.A. (katalog)
 Hi-tech, Dům umění, Brno
- 1997 Nová média, Liberec
 Umění ve veřejném prostoru, Veletržní palác, Praha (katalog)
- 1998 Cyberculture and Technoscience, U knihomola, Praha
 Apollonia, Lanterne magique, Strasbourg, Francie (katalog)
- 1999 FaVU – současná tvorba, Dům umění, Brno
- 2000 Entermultimediale, Pražský hrad, Praha (katalog)
 Živly, / České muzeum výtvarného umění, Praha (katalog)
 Nová média-Cheb 2000, Galerie G4, Cheb
 Auropla.net 2000, webová stránka
- 2001 Salon-Nová média, Městská galerie Polička
 Mezinárodní festival multimediálního umění, Dom, Moskva
- 2002 Umělecké dílo ve veřejném prostoru, design hotel Andel's, Praha
- 2003 Nová média-Cheb, městské divadlo, Cheb
- 2005 Entermultimediale2, Žižkovská věž, Praha (katalog)
 Hiddenland, galerie Fotografic, Praha
- 2006 Premiéra, galerie Havelka, Praha (monografie)
- 2007 Display a matrice, kulturní centrum v Haifě, Izrael
 Voda, led, sklo, Galerie G4, Cheb
 Transgenesis: umělci v laboratořích, Akademie věd, Praha
- 2008 Festival evropské kultury, Le Musée National des Beaux-Arts, Alžír
 Lucie Svobodová a Jan Vičar, Bio-graph, galerie Ars, Brno
 Nová média a digitální grafika, Egon Schiele Art Centrum, Český Krumlov
- 2009 Grafika roku 2008, Clam-Gallasův palác, Praha
- 2010 EXPO 2010, Šanghaj, Čína (Osvěžovač smyslů v samostatném modulu, hudba: Jan. P. Muchow)
- 2010 Querspur, Videokunst  festival, 2010, Linz, Rakousko
- 2013 Šedesát vteřin do minuty, Národní technická Knihovna, Praha
 Retrospektivní projekce v AVIT (Asociace videa a intermedií), Praha
 (Des)orientation Archivováno 18. 1. 2022 na Wayback Machine., výstava Magdaleny Jetelové, Muzeum umění Olomouc
- 2014 Nejasný předmět touhy, Nau Gallery,[6] Praha
 Maxwellova rovnice, Veletržní palác, Národní galerie Praha (katalog)
- 2015 ©copy it right!, Praha
 Transfer, Praha
- 2016 Socha bohyně Diany – memento, instalace ve veřejném prostoru, Letenské sady, Praha
- 2019 Viva video, video viva, dokumentární film, režie: Adéla Komrzý[7]
- 2020 Pohyblivý obraz ve městě Galerie kritiků, Praha
 Animace / Animácia 100 years of Czechoslovak, Czech and Slovak Film Animation, Austrian Filmmuseum, Vídeň
- 2021 Světlo je můj svědek,[8] CUBExCUBE gallery, Liberec
 Videoarchiv uvádí | Český obraz elektronický 1994, kino Ponrepo, Praha
 Vidíš, tedy jsem Lucie Svobodová, Artyčok.TV / premiéra PAF
- 2022 100 let animace | Co je animace?, kino Ponrepo, Praha
 Vidíš, tedy jsem Lucie Svobodová, PAF, Olomouc
 Timelapse, Galerie Kritiků, Praha
 Anti Conflict Team, Ex Post, Praha
 Potkat jelena/ motiv jelena a laně v moderním a současném umění, Galerie města Trutnova, Trutnov
- 2024 Symposium Vasulkas Reloaded, Vašulka Kitchen Brno, Brno

## Zastoupení ve sbírkách
- Národní galerie v Praze
- Galerie hlavního města Prahy
- Galerie Klatovy – Klenová
- Galerie G4 galerie fotografie Cheb
- soukromé sbírky

## Publikační činnost
- Monografie Hyperporyv představuje reprezentativní průřez tvorbou Lucie Svobodové v oblastech: nová média, animace, grafika, fotografie ad. za období 1988–2006. Kniha je rozdělena do pěti částí, obsahuje autobiografické texty, zahrnuje interaktivní projekty Nebe, peklo, ráj; Socha; Yonisféra; Aurobora a další. ISBN 80-86300-83-8[3]